# Deutsches Ressourcen-Forschungsgebiet im Pazifik
Das Deutsche Ressourcen-Forschungsgebiet im Pazifik ist ein Offshore-Seegebiet in der Clarion-Clipperton-Bruchzone im Zentralpazifik, welches die Bundesrepublik Deutschland seit 2006 pachtet. Ziel ist es, dort später mineralische Ressourcen wie Mangan und Edelmetalle im Tiefseebergbau abzubauen.
Das Gebiet liegt im Bereich des pazifischen Manganknollengürtels. Geologen der Bundesanstalt für Geowissenschaften und Rohstoffe (BGR) und Wissenschaftler unterschiedlicher deutscher Forschungseinrichtungen erkunden dort den zukünftigen Abbau von Manganknollen. Die Forschungslizenz berechtigt ausschließlich zur Erkundung und Forschung, nicht zum Abbau der Knollen. Neben Deutschland sind auch China, Indien, Japan, Korea, Frankreich, Russland und ein osteuropäisches Konsortium Lizenznehmer in angrenzenden Seegebieten.
Für die Zeit nach 2021 muss der Bund entscheiden, ob und wie abgebaut werden soll. Der Abbau soll an ein Privatunternehmen abgegeben werden. Diese sollen dann die finanziellen Vorleistungen der Erkundung durch das BGR übernehmen.
Am 6. Mai 2015 unterzeichneten der Generalsekretär der Internationalen Meeresbodenbehörde, Nii Allotey Odunton, und der Präsident der Bundesanstalt für Geowissenschaften und Rohstoffe, Hans-Joachim Kümpel, im Berliner Bundeswirtschaftsministerium einen Lizenzvertrag zur Erkundung von Massivsulfid-Lagerstätten. Dieser tritt neben die bereits bestehende Lizenz zur Exploration von Manganknollen.

## Entwicklung
Mit der Schaffung eines beim Bundesministerium für Wirtschaft und Energie (BMWi) angesiedelten Amtes eines Koordinators für die maritime Wirtschaft im Jahr 2000 begann der Tiefseebergbau auch in der deutschen Politik eine wichtigere Rolle zu spielen. Alle Bundesregierungen seit damals sehen ihn als Zukunftsmarkt von zentraler strategischer Bedeutung. Verbunden damit ist eine Stärkung deutscher Hersteller von Meerestechnologie sowie auch auf eine größere und langfristige Versorgungssicherheit der Industrie mit Hochtechnologierohstoffen. Die Förderung dieser Ressourcen soll die deutsche maritime Wirtschaft darin unterstützen, künftig eine Spitzenposition im internationalen Wettbewerb zu erreichen.
Bereits 2002 waren in Berlin wichtige Weichen zur Förderung des Tiefseebergbaus gestellt worden: Der Bundestag beschloss die Erschließung der weltweiten Märkte für Meerestechnik. Diese Politik wurde 2011 in einem Nationalen Masterplan Maritime Technologien fortgeschrieben. Ziel ist die Etablierung der deutschen Industrie als im internationalen Wettbewerb führende Produzenten maritimer Hochtechnologie. An zentralen Maßnahmen sieht der Plan den Aufbau eines „Leuchtturmprojekts“ und den Abschluss bilateraler Kooperationen im Feld der mineralischer Rohstoffe vor. Der Aufbau einer Arbeitsgemeinschaft Marine Mineralische Rohstoffe (AMR) mit Vertretern aus Wirtschaft, Forschung und Behörden wurde anvisiert. Vor diesem Hintergrund wurde im April 2014 die DeepSea Mining Alliance gegründet; die gemeinsames effektives und konsortiales Auftreten in nationalen und internationalen Projekten sowie eine abgestimmte Interessenvertretung gegenüber Politik, Wirtschaft und Gesellschaft möglich machen soll.
Treibende Kraft der interessierten Unternehmen und beteiligten Forschungseinrichtungen ist die Gesellschaft für maritime Technik (GTM), die die politische Förderung der Interesse ihrer Mitglieder betreibt.
Hintergrund der Explorationstätigkeiten ist nicht nur die potenzielle wirtschaftliche Nutzbarmachung der Vorkommen. Die Grundlagenforschung zielt auch auf die Schließung von Wissenslücken, etwa in der Tiefseeökologie. Dies für die Bundesregierung wichtig, da dieses Wissen Voraussetzung für die Mitarbeit an internationalen Regelwerken für die Rohstoffgewinnung in Tiefseeregionen oder in Frontiergebieten ist.

## Lage und Ressourcen des deutschen Forschungsgebiets
Das Seegebiet liegt südwestlich von Hawaii. Deutschland zahlte 2006 an die UN 250.000 Euro für eine Pacht für die Dauer von 15 Jahren. Das deutsche Interessensgebiet ist etwa 75.000 Quadratkilometer groß. Der sogenannte Mangangürtel zieht sich von der Küste Mexikos bis nach Hawaii.
Das deutsche Interessensgebiet verteilt sich auf zwei Areale mit 17.000 Quadratkilometer im zentralen Bereich und 58.000 Quadratkilometer im Osten des sogenannten Manganknollengürtels. Dieser zieht sich von Hawaii im Westen bis vor die Küste Mexikos im Osten. Die Wassertiefen in dem Gebiet liegen zwischen 4000 und 6000 m. Der Meeresboden ist dicht belegt mit polymetallischen Knollen, auch Manganknollen genannt. Die Knollen sind meist zwischen 3 und 8 cm groß. Sie enthalten neben durchschnittlich 25 Prozent Mangan auch rund 3 Prozent Kupfer, Nickel und Kobalt. Vor allem diese drei letztgenannten „Wertmetalle“ sind als Rohstoffquelle für eine zukünftige Nutzung interessant. Weitere Spurenmetalle, die in interessanten Konzentrationen in den Knollen vorkommen, sind Molybdän, Lithium und Neodym, aber auch Antimon, Wismut, Germanium, Indium, Selen, Tellur u. a.
Ein Großteil dieser Elemente wird für die Herstellung von Hochtechnologieprodukten (Computern, Handys, Fernsehgeräten, Photovoltaikanlagen oder Generatoren für Windkraftanlagen) benötigt.

## Ökologie

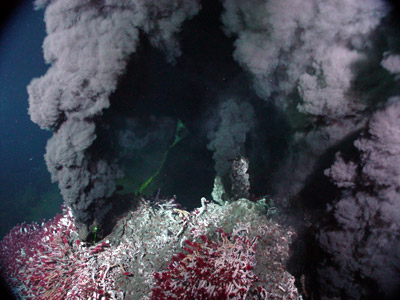
Schwarzer Raucher vor der Westküste der USA
Photo: NOAA 2006

Lange wurde angenommen, die Tiefsee sei ein homogener Lebensraum mit nur wenigen Arten. Nach ausführlicheren Forschungen in großen Tiefen ab den 2000er Jahren wurde stellenweise eine hohe Vielfalt der Mikrofauna festgestellt. In der Clipperton-Bruchzone fanden Wissenschaftler sehr hohe lokale Artenvielfalt (d. h. pro Probennahme), als auch ausgeprägte regionale Ost-West und Nord-Süd-Unterschiede der Artenzusammensetzung. Die bisherigen Erkenntnisse wurden fast ausschließlich durch wissenschaftliche Expeditionen gewonnen, die lizenzierten Unternehmen legen ihre Untersuchungen i. d. R. nicht offen.
Die Seeberge der Region unterscheiden sich individuell durch u. a. Tiefe bzw. Höhe über Grund, Neigung, Bodenbeschaffenheit oder die umgebenden Strömungsverhältnisse. Das spiegelt sich in mehr oder weniger einmaligen Artengemeinschaften rund um die Seeberge wider. Insbesondere werden die Lebensgemeinschaften um die Seeberge und Hydrothermalquellen als globale Schutzprioritäten herausgestellt: sie gelten als „verwundbare“, da sie nicht regenerierbare Ökosysteme sind. Seeberge, bzw. die auf ihnen vorkommenden Gärten aus Schwämmen und Korallen sind Kleinstlebensräume und bewohnt von Krustentieren, Muscheln, Seesternen und einer Vielzahl anderer am Boden beheimateter Organismen.
Schwarze Raucher der Hydrothermalfelder sind die am dichtesten besiedelten Lebensräume der Tiefsee. Sie beherbergen eine außergewöhnliche Gemeinschaft, da die Lebensenergie hier nicht per Photosynthese aus Licht gewonnen wird, sondern durch Bakterien die im Wasser gelösten Schwefelwasserstoffe durch Chemosynthese zu Primärenergie wandeln. Die Bakterien selbst dienen Muscheln, Röhrenwürmern und verschiedenen Arten von Krebstieren und selbst Fischen als Nahrung.
Der Abbau von Tiefsseressourcen stört grundsätzlich das marine Ökosystem. In der Einschätzung des IFM Clusters Ozeane der Zukunft schreiben die Autoren, „dass der Abbau von Manganknollen einen erheblichen Eingriff in den Lebensraum Meer darstellt“. Wie bei Offshore-Windanlagen wird erheblicher Lärm und die Vibrationen produziert. Das Herauspumpen und Reinigen der Knollen sind technisch laute Vorgänge, die Meeressäuger (Delfine und Wale) stören. Im durchpflügten Bereich sterben alle Tiere, die nicht schnell genug fliehen könnten, Würmer, Schnecken und Seegurken beispielsweise. Das Umweltbundesamt befürchtet erhebliche Auswirkungen durch den Tiefseebergbau auf die ozeanischen Lebensräume.

## Rechtslage
Zunächst hatte die Offshore-Industrie die Gebiete mit Tiefseeressourcen nach ihrer Entdeckung in internationalen Gewässer als rechtsfreien Raum betrachtet. Daraufhin forderten Kritiker eine verbindliche Regelung für den Abbau, um Umweltschäden in der Tiefsee zu minimieren und den Wettbewerbsvorteil der Industrienationen auszugleichen. Entwicklungsländer sind von dem teuren und technisch hochgerüsteten Tiefseebergbau meist ausgeschlossen.
Der Tiefseebergbau außerhalb der 200-Seemeilen-Zone Tiefseebergbau wird von der Internationalen Meeresbodenbehörde auf Jamaika geregelt. Sie verwaltet die Bodenschätze der Tiefsee als „gemeinsames Erbe der Menschheit“. Die Behörde prüft und beurteilt alle Vorhaben, die dann entweder genehmigt oder abgelehnt werden. Bei ihr müsste die Bundesrepublik eine Abbaugenehmigung beantragen.
Die von der IMB an Deutschland vergebene Lizenz, berechtigt den Vertragspartner in dem zugeteilten Gebiet 15 Jahre lang Exploration zu betreiben.

## Projekt der BGR

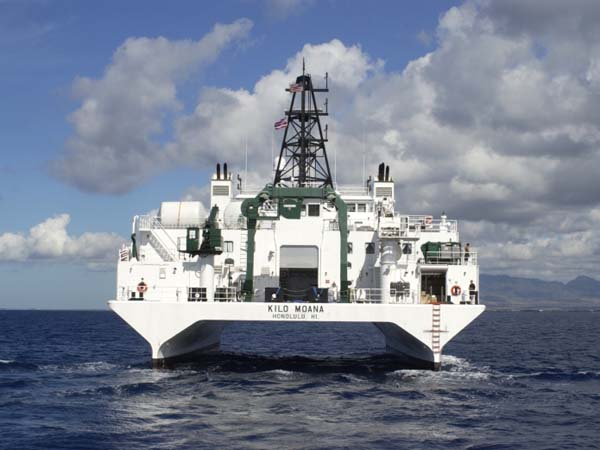
RV Kilo Moana der NOAA/United States Navy

Zur ersten Erkundung des Lizengebietes nutzte das BGR das US-amerikanische Forschungsschiff Kilo Moana. In den Jahren 2008 und 2009 fanden zwei Explorationsfahrten mit dem Ziel der detaillierte topographische Vermessung des Meeresbodens im gesamten Lizenzgebiet zur Erstellung eines digitalen Geländemodells statt.
Parallel zur Erkundung der ertragreichsten Lagerstätten entwickelt das BGR Techniken, um die Förderkosten zu senken und die Schäden am Meeresboden möglichst klein zu halten. Das Projekt wird in enger Kooperation mit dem Leibniz-Institut für Meeresforschung in Kiel (IFM-Geomar) und Senckenberg am Meer in Wilhelmshaven durchgeführt. Jährlich findet eine Expedition teilweise mit dem RV Sonne in das Gebiet statt, um die Tiefseeböden zu beproben. In dem Gebiet gibt es bis zu zehn Meter dicke Krusten und Schlote, sogenannte Schwarze Raucher. Sie sind reich an Kupfer, Zink, Gold und Silber. Da die Metalle zumeist in Verbindung mit Schwefel vorliegen, werden sie auch als Sulfidlagerstätten oder schlicht Massensulfide bezeichnet.
In einem „Pilot-Mining-Test“ versucht das BGR gegenüber der IMB zu belegen, dass in Zukunft die Rohstoffe umweltgerecht abgebaut werden können. Jetzt wird das Testgebiet über mehrere Jahre beobachtet, um die Einflüsse des Abbaus auf die Fauna und Biodiversität im Meer zu dokumentieren.
Im Jahr 2016 wurden in einem 200 km² großen Erkundungsgebiet 5 Millionen Tonnen an Manganknollen entdeckt.

### Expeditionen
Seit 2010 finden unter Leitung der BGR fast jährlich Expeditionen in das Gebiet statt.
- 2015: Flum 2015 Clarion Clipperton Fracture Zone: German License Area. RV Sonne, Chief Scientist: T. Kuhn (BGR)
- 2014: Mangan 2014 Clarion Clipperton Fracture Zone: German License Area. RV Kilo Moana, Chief Scientist: C. Rühlemann (BGR)
- 2013: Mangan 2013 Clarion Clipperton Fracture Zone: German License Area. RV Kilo Moana, Chief Scientist: C. Rühlemann (BGR)
- 2012: BioNod 2012 Clarion Clipperton Fracture Zone: German and French License Areas. RV L’Atalante, Chief Scientists: C. Rühlemann (BGR), L. Menot (IFREMER)
- 2010 Mangan 2010 Clarion Clipperton Fracture Zone: German License Area. RV Sonne, Chief Scientist: C. Rühlemann (BGR)
- 2009 Clarion Clipperton Fracture Zone: German License Area. RV Kilo Moana
- 2008 Clarion Clipperton Fracture Zone: German License Area. RV Kilo Moana

### Beteiligte Einrichtungen
- GEOMAR, Kiel
- AWI, Bremerhaven
- Senckenberg am Meer (DZMB), Wilhelmshaven
- Zentrum für Marine Umweltwissenschaften an der Universität Bremen (MARUM)
- Institut für Umweltphysik der Universität Bremen
- Max-Planck-Institut für Marine Mikrobiologie, Bremen
- Jacobs University Bremen

## Kontroverse
Kritik an dem deutschen Engagement beim Manganabbau im Südpazifik gibt es auf unterschiedlichen Ebenen. Viele Naturschützer sehen in dem Abbau einen schweren Eingriff in Tiefseeökosysteme, deren Folgen nicht wirklich abgeschätzt werden können.
Das Vorgehen der Bundesregierung bei der Aneignung der Abbaurechte in dem Seegebiet steht ebenfalls in der Kritik. Sämtliche Forschung, Erkundung und Probe-Abbau wird von Anstalten der öffentlichen Hand durchgeführt. Neben dem BGR sind hochrangige wissenschaftliche Forschungseinrichtungen (IFM-Geomar, Senckenberg u. a.) beteiligt. Diese forschen jedoch mit öffentlichen Geldern für eine spätere privatwirtschaftliche Nutzung dieser Gebiete. Die wirtschaftlichen Interessen der Forschung würden nicht transparent gemacht und durch meereswissenschaftliche Forschungsaufträge verschleiert.
Der WWF kritisierte, dass ökologische Daten zu den Gebieten bisher kaum vorlägen. Obwohl die von der ISA lizenzierten Staaten und Unternehmen dazu verpflichtet seien, ihre Erkenntnisse aus der Erkundung der Tiefsee offenzulegen, kämen diese ihren Pflichten bis heute nicht nach.

## Publikationen
- Diskussion der wegweisenden ablehnenden Entscheidung der neuseeländischen Umweltschutzbehörde gegen den Abbau von Phosphaten in der Tiefsee der Ausschließlichen Wirtschaftszone (EEZ) von 200 Seemeilen (2014)
- Carolyn Gramling (2014): Seafloor Mining Plan Advances, Worrying Critics. Science, 2 May: Vol. 344 Nr. 6183 S. 463
- Michael Gross (2014): The deep sea under siege. Current Biology, Vol. 24 Nr. 4, S. R137-R139
- Kathrin J. Mengerink et al. (2014): A Call for Deep-Ocean Stewardship. Science, 16. Mai, 696–698.